# Грбови рејона Мордовије
Грбови рејона Мордовије обухвата галерију грбова административних јединица руске федералне републике Мордовија, са статусом градских округа и рејона, те њихове историјске грбове (уколико их има).
Већина грбова настала је након проглашење Републике Мордовије 1992. године.

## Грбови округа и рејона
- Грб округа 
 Саранск
- Грб округа 
 Рузајевка
- Грб округа 
 Ковилкино
- Грб града 
 Краснослободск
- 1 — Грб рејона 
 Ардатовски
- 2 — Грб рејона 
 Атјуревски
- 3 — Грб рејона 
 Атјашевски
- 4 — Грб рејона 
 Бољшеберјезниковски
- 5 — Грб рејона 
 Бољшеигнатовски
- 6 — Грб рејона 
 Дубјонски
- 7 — Грб рејона 
 Јељниковски
- 8 — Грб рејона 
 Зубово-Пољански
- 9 — Грб рејона 
 Инсарски
- 10 — Грб рејона 
 Ичалковски
- 11 — Грб рејона 
 Кадошкински
- 12 — Грб рејона 
 Ковилкински
- 13 — Грб рејона 
 Кочкуровски
- 15 — Грб рејона 
 Љамбиршки
- 16 — Грб рејона 
 Рузајевски
- 17 — Грб рејона 
 Ромодановски
- 18 — Грб рејона 
 Старошајговски
- 19 — Грб рејона 
 Темниковски
- 20 — Грб рејона 
 Тенгушјевски
- 21 — Грб рејона 
 Торбејевски
- 22 — Грб рејона 
 Чамзински